# Грушецкий, Олег Леонидович
Олег Леонидович Грушецкий (бел. Алег Леанидавіч Грушэцкі, род. 8 мая 1974 года, Минск) — белорусский писатель, журналист, публицист, драматург, переводчик, общественный деятель. Самой знаменитой его работой стала трилогия «Рыцарь Янка и королевна Милана».

## Биография
Родился 8 мая 1974 г. в Минске. Обучался в СШ № 20 (Сегодня гимназия № 8). В юности и молодости много занимался различными видами спорта, в частности боевым искусством Нят-Нам. Стоял у истоков возрождения белорусского скаутинга, организовав в 1989 году первый белорусский скаутский отряд. В 1991 году представлял Беларусь на Всемирном скаутском слёте «Джамбори» в Южной Корее. В 1992 г. стал одним из организаторов «Объединения белорусских скаутов».
Трудовую деятельность начинал с должности старшего вожатого в СШ № 140 (1992 г.). В 1996 г. прошёл обучение в РИПО (Республиканский институт профессионального образования) по учебному плану «Управление предприятием в условиях рыночной экономики» с присвоением квалификации «менеджер-предприниматель». Закончил на отлично. После работал на заводе средств комплексной автоматизации НПО «Гранат» менеджером отдела маркетинга.
Отец троих детей.

## Творчество
Любовь к литературе привила школьный классный руководитель, преподаватель русского языка и литературы, которую звали, как и знаменитую пушкинскую музу — Наталья Гончарова. С детства увлекался творчеством Эдгара По и Герберта Уэллса, а позже и Стивена Кинга. В 1992 г. начал писать бардовские и скаутские песни. Его песни, как стихи, впервые были опубликованы в журнале «Першацвет» (№ 3, 1994).
Олег Грушецкий пишет сказки, фэнтези и стихи на белорусском языке, работает в жанре мистического и готического романа, триллера на русском языке. Литературный критик Кася Иофе (Ягеллонский университет, Краков) называет его одним из лучших детских белорусских фантастов.
Является лауреатом ряда творческих премий. Публиковался со своими произведениями, а также с литературоведческими, биографическими и публицистическими статьями в белорусских газетах «Літаратура і мастацтва», «Настаўніцкая газета», «Культура», «Звязда», «Белорусская нива», в журналах «Маладосць», «Буся», «Бярозка», «Вясёлка», «Першацвет», «Роднае слова». Принимает участие в творческих мероприятиях поэтического театра «Арт. С».
Олег Грушецкий считает «литературу неотъемлемой частью культуры, тем, на чём происходит формирование сознания нации, её воспитание, строится менталитет. А также формируется культурный и интеллектуальный уровень тех, кто подрастает».

## Награды
- 2015 год — 2 место на конкурсе «Общество белорусского языка» на тему «Гуманитарные науки. Персоналии», за статью «Белорусское фэнтези»[13].
- 2016 год — диплом I степени республиканского конкурса научно-исследовательских работ «Память рода: прошлое глазами современников» в номинации «История собственного рода, семьи» (организатор — научно-методический журнал Министерства образования РБ «Роднае слова»)[14].
- 2017 год — 1 место в конкурсе «Культурный ракурс» газеты «Літаратура і мастацтва»[15].

### Иное
- 2019 год — лонг-лист IV Международного литературного конкурса «Русский Гофман-2019», номинация «Проза сказочная, фантазийная»[16].
- 2019 год — книга «Краіна Вымярэнія» (рус. «Страна Измерения») вошла в ТОП-10 лучших книг для детей на белорусском языке [17].
- 2020 год — книга «Краіна Вымярэнія» вошла в ТОП-12 лучших белорусских детских изданий[18].

|  |  |  |  |  |  |  |  |  |  |

### В сборниках
- «Солдат и ужалка» (бел. «Жаўнер i вужалка») // Нявеста для Базыля: казкі / уклад. А. Спрынчан. — Мн.: Мастацкая літаратура, 2017. — С. 52—70. — 214 с. — (Беларуская аўтарская казка).
- «Детей он воспитывал в любви к книгам. О педагоге Янке Мавре» (бел. «Дзяцей ён выхоўваў у любові да кніг. Пра педагога Янку Маўра») // Янка Маўр. Наш вечны рабінзон: штрыхі да партрэта / уклад. М. Міцкевіч. — Мн.: Мастацкая літаратура, 2018. — С. 85—88. — 127 с. — (ЖЗЛБ).
- «Шиншилла (стихотворение-скороговорка)» (бел. «Шыншыла (верш-скарагаворка)») // Літаратурнае чытанне. 4 клас. Чытаем разам з буслікам / уклад. Т. А. Калінічэнка. — Мн.: Сэр-Віт, 2020. — С. 4. — 72 с. — (Школьная праграма).
- «Как Ясь братьев лениться отучил» (бел. «Як Ясь братоў ленавацца адвучыў») // Бульбінка: творы пра любімую беларусамі бульбу / уклад. А. Спрынчан. — Мн.: Мастацкая літаратура, 2021. — С. 86—88. — 94 с. — (Нашы сімвалы).

### Пьесы
- «Солдат и Ужалка» (2024 г.), драма в двух действиях[19].

## Фильмография
| Год  |   | Русское название | Оригинальное название | Роль                                |
| ---- | - | ---------------- | --------------------- | ----------------------------------- |
| 2015 | ф | ГараШ            | ГараШ                 | Автомеханик                         |
| 2016 | ф | PARTY-ZAN фильм  | PARTY-zan фільм       | Солдат, житель приграничного района |